# Muntowo (gromada)
Muntowo – dawna gromada, czyli najmniejsza jednostka podziału terytorialnego Polskiej Rzeczypospolitej Ludowej w latach 1954–1972.
Gromady, z gromadzkimi radami narodowymi (GRN) jako organami władzy najniższego stopnia na wsi, funkcjonowały od reformy reorganizującej administrację wiejską przeprowadzonej jesienią 1954 do momentu ich zniesienia z dniem 1 stycznia 1973, tym samym wypierając organizację gminną w latach 1954–1972.
Gromadę Muntowo z siedzibą GRN w Muntowie utworzono – jako jedną z 8759 gromad na obszarze Polski – w powiecie mrągowskim w woj. olsztyńskim na mocy uchwały nr 18 WRN w Olsztynie z dnia 4 października 1954. W skład jednostki weszły obszary dotychczasowych gromad Czerwonki, Młynowo, Muntowo i Popowo Salęckie ze zniesionej gminy Marcinkowo oraz obszar dotychczasowej gromady Śniodowo ze zniesionej gminy Baranowo w tymże powiecie. Dla gromady ustalono 9 członków gromadzkiej rady narodowej.
Gromadę zniesiono 1 stycznia 1958, a jej obszar włączono do gromad: Mrągowo (wsie Czerwonki, Muntowo i Popowo Salęckie, wieś i młyn Młynowo oraz osady Poręby, Muntowska Góra, Pełkowo, Piotrówka i Wola Muntowska) i Kosewo (wieś Śniodowo) w tymże powiecie.